# Бєлоносов Сергій Михайлович
Сергі́й Миха́йлович Бєлоно́сов (нар. 14 серпня 1923, Бєлоносово, РРСФР — 14 січня 2010, Київ, Україна) — математик, доктор фізико-математичних наук (1962), професор (1963), заслужений діяч науки РРФСР (1992). Батько О. Бойніцької.

## Біографічні дані
Народився 14 серпня 1923 року в Бєлоносовому.
У 1946 році закінчив Ленінградський університет. 
- З 1949 по 1953 рік працював доцентом Воронезького університету;
- з 1953 по 1958 рік — завідувачем кафедри Рязанського радіотехнічного інституту;

- з 1958 по 1964 рік — завідувачем відділу прикладної математики Інституту математики Сибірського відділення АН СРСР;
- з 1965 по 1967 рік — завідувачем лабораторії прикладної математики Інституту математики і ядерної енергетики АН Білоруської РСР;
- з 1967 по 1973 рік — завідувачем кафедри математичного аналізу Київського університету;
- з 1973 по 1987 рік — професором кафедри вищої математики Київського інженерно-будівельного інституту;
- з 1987 по 1993 рік — головним науковим співробітником Інституту прикладної математики Далекосхідного відділення АН СРСР;
- з 1997 по 2002 рік — старшим науковим співробітником НДІ прикладних проблем гідроаеродинаміки і теплообміну Київського політехнічного інституту. Потім на пенсії.

Помер 14 січня 2010 року в Києві.

## Наукова робота
Проводив наукові дослідження у галузі прикладної математики і механіки. Запропонував загальний метод розв'язання плоских статичних задач теорії пружності з урахуванням впливу граничних кутів; розробив теорію гідродинамічних потенціалів, яка уможливила чисельно розв'язати основні початково-крайові задачі динаміки в'язкої рідини.

### Основні праці
За ЕСУ:
- Основные плоские статические задачи теории упругости для односвязных и двусвязных областей. — Новосибирск, 1962;
- Краевые задачи для уравнений Навье-Стокса. — Москва, 1985 (співавтор);
- Применение интегральных представлений к решениям задач теплопроводности и динамики вязкой жидкости. — К., 1989 (співавтор);
- Математическое моделирование равновесных состояний упругих тонких оболочек. — Москва, 1993 (співавтор);
- Моментная теория упругости. — Владивосток, 1993[1].